# 吟遊黙示録マイネリーベwiederのディスコグラフィ
吟遊黙示録マイネリーベwiederのディスコグラフィ（ぎんゆうもくしろくマイネリーベヴィーダのディスコグラフィ）では、『吟遊黙示録マイネリーベwieder』の関連CDについて記述する。発売元はマーベラスエンターテイメント。

## キャラクターソング

### Vol.1
収録曲
1. 光射す場所 [4:48]
作詞：こさかなおみ、作曲：Kagrra,、編曲：神津裕之
2. 貴女のために [3:03]
作詞：こさかなおみ、作曲・編曲：陶山隼
3. 光射す場所（Instrumental） [4:48]
4. 貴女のために（Instrumental） [3:04]
5. オルフェレウスの呟き&貴女へのメッセージ [4:44]

### Vol.2
収録曲
1. 僕が包み込むから [4:30]
作詞：一志、作曲：Kagrra,、編曲：北浦正尚
2. 時間の河 [4:17]
作詞：こさかなおみ、作曲・編曲：神津裕之
3. 僕が包み込むから（Instrumental） [4:30]
4. 時間の河（Instrumental） [4:17]
5. エドヴァルドの呟き&貴女へのメッセージ [3:53]

### Vol.3
収録曲
1. 星に願いを [4:55]
作詞：一志、作曲：Kagrra,、編曲：陶山隼
2. 薔薇色の風 [4:57]
作詞：こさかなおみ、作曲・編曲：陶山隼
3. 星に願いを（Instrumental） [4:55]
4. 薔薇色の風（Instrumental） [4:58]
5. カミユの呟き&貴女へのメッセージ [4:20]

### Vol.4
収録曲
1. 革命 [4:16]
作詞：一志、作曲：Kagrra,、編曲：斉藤光浩
2. Apollon [4:28]
作詞：こさかなおみ、作曲・編曲：GARDEN
3. 革命（Instrumental） [4:16]
4. Apollon（Instrumental） [4:28]
5. ルードヴィッヒの呟き&貴女へのメッセージ [5:01]

### Vol.5
収録曲
1. 森羅万象 [3:52]
作詞：こさかなおみ、作曲：Kagrra,、編曲：和田耕平
2. 東風 [3:59]
作詞：こさかなおみ、作曲・編曲：陶山隼
3. 森羅万象（Instrumental） [3:52]
4. 東風（Instrumental） [4:00]
5. ナオジの呟き&貴女へのメッセージ [4:47]

### Vol.6
収録曲
1. 真実 [4:17]
作詞：一志、作曲：Kagrra,、編曲：大坪稔明
2. 蜃気楼 [4:34]
作詞：こさかなおみ、作曲・編曲：神津裕之
3. 真実（Instrumental） [4:17]
4. 蜃気楼（Instrumental） [4:35]
5. アイザックの呟き&貴女へのメッセージ [4:21]

## サウンドトラック
収録曲
1. 暁 (TV-size) [1:30]
2. 前進 [2:22]
3. 青い月夜 [2:41]
4. 誇り [2:13]
5. 不安 [2:34]
6. 対価 [3:07]
7. 若き希望 [1:45]
8. 優しい言葉 [2:14]
9. 決意 [1:59]
10. 優しき強さ [2:05]
11. 哀愁 [2:02]
12. 秘めた苦悩 [2:33]
13. 妄執 [1:46]
14. 伝統 [1:55]
15. 優雅な時 [2:10]
16. 黄昏 [2:23]
17. 舞踏会 [1:40]
18. 木漏れ日 [1:56]
19. 孤独 [1:47]
20. 暗き森 [2:04]
21. 古城 [2:11]
22. 夜想曲 [1:53]
23. 憂愁 [0:53]
24. 楽しい一時 [0:55]
25. 濡れた心 [1:54]
26. 澄む青空 [1:21]
27. 吟遊詩人 [1:14]
28. 郷愁 [1:27]
29. 街の風景 [1:34]
30. 草原の風 [1:05]
31. 子守唄 [1:36]
32. 優しさ [1:24]
33. 最後の審判 [0:43]
34. 涙の日 [0:51]
35. 悲壮 [0:40]
36. 憂う日々 [0:46]
37. 陰謀 [1:07]
38. 殺意 [1:56]
39. 絡み合う剣 [1:12]
40. 破魔の一太刀 [0:35]
41. 別れ [0:39]
42. 一粒の涙 [2:56]
43. 幾億のシャンデリア (TV-size) [1:37]

## ヴォーカルアルバム
収録曲
1. 暁 [3:33]
歌：アリス九號.
作詞：将、作曲・編曲：アリス九號.
2. 光射す場所 [4:48]
歌：オルフェレウス（櫻井孝宏）
作詞：こさかなおみ、作曲：Kagrra,、編曲：神津裕之
3. 貴女のために [3:03]
歌：オルフェレウス（櫻井孝宏）
作詞：こさかなおみ、作曲・編曲：陶山隼
4. 僕が包み込むから [4:30] 
歌：エドヴァルド（関智一）
作詞：一志、作曲：Kagrra,、編曲：北浦正尚
5. 時間の河 [4:17] 
歌：エドヴァルド（関智一）
作詞：こさかなおみ、作曲・編曲：神津裕之
6. 星に願いを [4:55] 
歌：カミユ（保志総一朗）
作詞：一志、作曲：Kagrra,、編曲：陶山隼
7. 薔薇色の風 [4:57] 
歌：カミユ（保志総一朗）
作詞：こさかなおみ、作曲・編曲：陶山隼
8. 革命 [4:16] 
歌：ルードヴィッヒ（関俊彦）
作詞：一志、作曲：Kagrra,、編曲：斉藤光浩
9. Apollon [4:28] 
歌：ルードヴィッヒ（関俊彦）
作詞：こさかなおみ、作曲・編曲：GARDEN
10. 森羅万象 [3:52] 
歌：ナオジ（石田彰）
作詞：こさかなおみ、作曲：Kagrra,、編曲：和田耕平
11. 東風 [3:59] 
歌：ナオジ（石田彰）
作詞：こさかなおみ、作曲・編曲：陶山隼
12. 真実 [4:17] 
歌：アイザック（子安武人）
作詞：一志、作曲：Kagrra,、編曲：大坪稔明
13. 蜃気楼 [4:34] 
歌：アイザック（子安武人）
作詞：こさかなおみ、作曲・編曲：神津裕之
14. 幾億のシャンデリア [4:28] 
歌：アリス九號.
作詞：将、作曲・編曲：アリス九號.

## ドラマCD

### Vol.1
収録内容
1. Scene1 - 王子の来訪 [12:46]
2. Scene2 - 騒動と対立 [9:31]
3. Scene3 - 温室にて [9:00]
4. Scene4 - 遠雷 [13:58]
5. Scene5 - 旅立ちの朝 [5:46]
6. Extra - 後日談 [2:01]

### Vol.2
収録内容
1. 出発 [3:50]
2. 歓迎 [13:28]
3. 宝探し [14:47]
4. 事件 [17:32]
5. エピローグ [1:42]